# 서부멧밭쥐
서부멧밭쥐(Reithrodontomys megalotis)는 비단털쥐과에 속하는 설치류의 일종이다. 작은 숲쥐류 생쥐로 미국 서부 대부분의 지역에서 서식한다. 분포 지역은 브리티시컬럼비아주 남서부와 앨버타주 남동부 지역부터 텍사스주 서부와 아칸소주 북동부. 인디애나주 북서부, 위스콘신주 남서부 지역 그리고 멕시코 내륙과 오아하카주까지 이어진다. 다수의 전문가들이 멸종 위기의 아메리카멧밭쥐의 아종으로 간주했지만, 최근에는 별도의 종으로 취급한다.